# David Ossman
David Ossman (Santa Mónica, 6 de diciembre de 1936) es un escritor, comediante, actor, actor de doblaje, guionista, productor y director de cine, editor de películas, traductor y poeta psicodélico estadounidense, miembro del teatro Firesign.

## Biografía
Pasó su infancia y juventud en el norte del estado de California, en Ciudad de México, San Francisco y en Los Ángeles.
David comenzó su larga carrera en la radio leyendo un texto que él escribió: «El cumpleaños de Washington», que se difundió por la radio de circuito cerrado de su escuela secundaria. Ossman también comenzó a escribir y publicar cuentos de ciencia ficción en el periódico de la escuela, y poco después, poesía.
En la secundaria, Ossman publicó su primer libro de poesía, Una ofrenda... sin incienso, que fue incluido en una recopilación de escritos de los niños de las escuelas de Los Ángeles, y ganó premios por su obra de ficción. Continuó su participación en publicaciones de la escuela y se convirtió en el editor del periódico de la escuela secundaria. Ossman hizo su primer texto humorístico en colegio Sagehen de Pomona (California).
Su poesía y su prosa se ha publicado en numerosas revistas literarias en la universidad y en todo el país y México.
Obtuvo una licenciatura en Literatura Dramática en la Universidad Columbia (en Nueva York).
En esos años de universidad actuó en una docena de obras de teatro. Aunque no escribió las obras originales, Ossman tradujo Bodas de sangre (de Federico García Lorca) del idioma español, y Orfeo Pompeya, de Jean Cocteau, del idioma francés.
En 1958 comenzó a trabajar para una estación de radio de Nueva York como locutor de reemplazo del verano y productor en línea, lo que le dio experiencia en escribir para la radio.

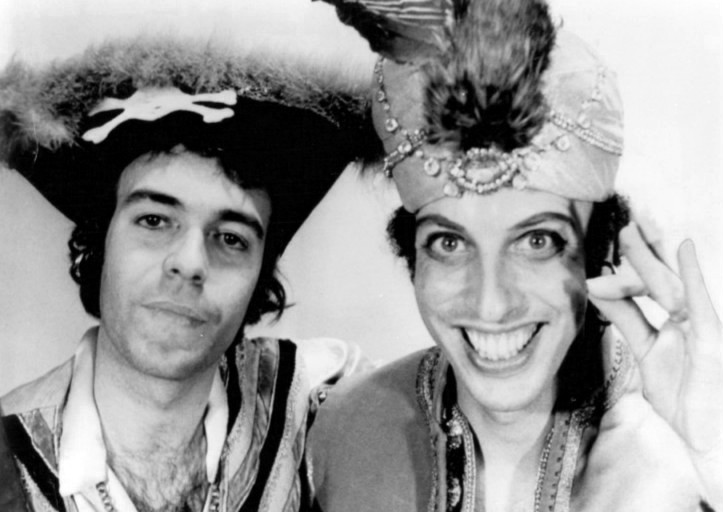
Philip Proctor y Peter Bergman en 1976.

A mediados de los años sesenta regresó a Los Ángeles, donde copatrocinó Radio Free Oz, un precursor del teatro Firesign, en KPFK. Aunque originalmente un programa de debate político y de música, se fue volviendo un programa cómico, ayudado por su amigo Phil Austin (1941-) y por los futuros miembros del Teatro Firesign Peter Bergman (1939-2012) y Phil Proctor (1940-).
Los papeles de Ossman durante sus años con el grupo Firesign incluyen a George Leroy Peorgie Tirebiter en Don't crush that dwarf, hand me the pliers (‘No pises a ese enano, pásame los alicates’) y Catherwood en la serie Nick Danger.
En 1973 grabó el álbum en solitario How Time Flys (‘cómo vuela el tiempo’).
En los años ochenta abandonó el teatro Firesign, principalmente para producir programas para la Radio Pública Nacional.
Durante los años noventa, Ossman y su esposa Judith Walcutt formaron la empresa Otherworld Media, a través de la cual producen audioteatro para niños, así como una serie de grandes transmisiones de radioteatros para NPR, incluyendo
We hold these truths (‘Sostenemos estas verdades’, 1991),
Empire of the Air (el imperio del aire),
War of the Worlds 50th Anniversary Production (producción por el 50.º aniversario de «La guerra de los mundos»),
Raymond Chandler's «Goldfish», y la adaptación para audioteatro del centenario de The Wonderful Wizard of Oz, con un elenco de estrellas como Annette Bening, Phyllis Diller, Mark Hamill, Mako, Rene Auberjonois, Robert Guillaume, John Goodman, y miembros del teatro Firesign.
Sus últimas producciones con Otherworld Media incluyen
A thousand clowns (mil payasos),
Through the looking glass (A través del espejo), y
A taffetas Christmas (Una Navidad de tafetán).
Estas actuaciones se llevan a cabo en el Whidbey Children's Theater en la isla Whidbey, un teatro local donde los niños pueden hacer obras de teatro y talleres.
Otherworld Media ha llevado a cabo la tarea de adaptar y producir media docena de guiones en formato de reproducción de radio en directo en 2007 y 2008 en el Festival de Escritores de Misterio Internacional en Owensboro (Kentucky). Ossman escribió personalmente la adaptación y dirigió Albatross (guion original escrito por Lance Rucker y Timothy Perrin), que en 2007 ganó el Premio Angie.
Ossman ha escrito una novela de misterio, The Ronald Reagan murder case: a George Tirebiter mystery (‘el caso del asesinato de Ronald Reagan: un misterio para George Leroy Peorgie Tirebiter’), publicado por BearManor Media en 2007). En 2008, Bear Manor Media publicó su libro de memorias, Dr. Firesign's follies: radio, comedy, mystery, history (‘las locuras del Dr. Cartel de Fuego: radio, comedia, misterio, historia’).
Versiones para teatro de
Don't crush that dwarf, hand me the pliers (‘No aplastes a ese enano, pásame el alicate’);
The further adventures of Nick Danger (‘las ulteriores aventuras de Nick Peligro’),
Third eye (‘tercer ojo’); y
Waiting for the electrician, or someone like him & temporarily Humboldt County (‘esperando al electricista o a alguien como él y temporalmente el condado de Humboldt’) fueron publicadas por Broadway Play Publishing Inc.

## Vida personal
El 19 de marzo de 2008, los guardabosques del parque nacional del monte Rainier encontraron el cuerpo del hijo mayor de Ossman, Devin, a menos de dos kilómetros del sendero donde había aparcado su coche dos días antes de un día de caminata. La esposa del joven había denunciado su desaparición el día anterior.
Ossman reside actualmente en Whidbey Island con su esposa y sus hijos sobrevivientes.

## Filmografía

### Actor
- 1972: Martian space party.
- 1975: Everything you know is wrong, como el comisario Luger Axehandle, profesor Archer, narrador de la película NURGI Clockwork, Art Wholeflaffer, y Gen.
- 1980: Below the belt (voz).
- 1996: The tick: «Sidekicks don't kiss» episodio de televisión (voz).
- 1998: A Bug's Life, de Pixar (voz).
- 2000: Nowheresville.
- 2001: Firesign theatre: weirdly cool (película de televisión).

### Guionista
- 1971: Zachariah.
- 1972: Martian space party.
- 1975: Everything you know is wrong.
- 2001: Firesign theatre: weirdly cool (película de televisión).

### Productor
- 1972: Martian space party.
- 1975: Everything you know is wrong.

### Director
- 1975: Everything you know is wrong.
- 2006: Through the looking glass.
- 2007: Seven keys to baldpate.

### Editor
- 1972: Martian space party.

### Discografía
- 1973: How time flys.